# GROW: 인피니트의 리얼 청춘 라이프
"GROW: 인피니트의 리얼 청춘 라이프"는 한국에서 제작된 김진수 감독의 2014년 영화이다. 인피니트 등이 주연으로 출연하였다.

## 출연

### 주연
- 인피니트

### 조연
- 정엽